# Dani Rodríguez
Daniel Rodríguez Crespo (Astigarraga, 9 augustus 2005) is een Spaanse voetballer die doorgaans als aanvaller speelt. Rodríguez stroomde in 2025 door vanuit de jeugdopleiding van FC Barcelona.